# آی‌وی‌ال ای.۲۲
آی‌وی‌ال ای. ۲۲ (به انگلیسی: IVL_A.22_Hansa) یک هواگرد ملخ‌پیشین تک‌موتوره از نوع شناسایی دریایی ساخت شرکت IVL است. هواگرد آی‌وی‌ال ای. ۲۲ نخستین پروازش را در ۴ نوامبر ۱۹۲۲ میلادی انجام داد. این هواگرد در سال ۱۹۲۲ میلادی رسماً معرفی گردید و در سال‌های ۱۹۲۲–۱۹۲۵ تولید شده‌است. در مجموع، تعداد ۱۲۰ فروند از این هواگرد ساخته شده‌است.